# Sant’Angelo in Vado
Sant’Angelo in Vado település Olaszországban, Marche régióban, Pesaro és Urbino megyében. Lakosainak száma 3884 fő (2023. január 1.). Sant’Angelo in Vado Apecchio, Belforte all’Isauro, Mercatello sul Metauro, Peglio, Piandimeleto, Urbino, Carpegna, Città di Castello, Urbania és Piobbico községekkel határos.
Nevezetessége, hogy itt született Tolentinói Szent Miklós.

## Népessége
Lakossága az elmúlt években az alábbi módon változott:
| Lakosok száma | 4088 | 4073 | 3884 |
|               | 2017 | 2018 | 2023 |